# Asteromesa pleiades
Asteromesa pleiades là một loài bướm đêm trong họ Noctuidae.